# Grand Champions Cup de voleibol femenino de 1993
La primera Grand Champions Cup de voleibol femenino se celebró en Japón del 16 al 21 de noviembre de 1993.

## Equipos
| Equipo         | Calificado como                                |
| -------------- | ---------------------------------------------- |
| Japón          | Nación Anfitriona                              |
| China          | Campeón Asiático de Voleibol Femenino 1993     |
| Cuba           | Campeón NORCECA de Voleibol Femenino 1993      |
| Perú           | Campeón Sudamericano de Voleibol Femenino 1993 |
| Rusia          | Campeón Europeo de Voleibol Femenino 1993      |
| Estados Unidos | Wild Card                                      |

## Fórmula
La fórmula de la competencia de la Gran Copa de Campeones de Voleibol Femenino de 1993 es el único sistema de Round-Robin. Cada equipo juega una vez contra cada uno de los cinco equipos restantes. Los puntos se acumulan durante todo el torneo, y la posición final se determina por el total de puntos obtenidos.

## Sedes
- Yoyogi National Gymnasium (Tokio)
- Osaka-jō Hall (Osaka)

## Resultados

### Tokyo round
| Fecha  | Encuentro              | Resultado | Set   | Set   | Set   | Set   | Set   | Puntuación Total |
| Fecha  | Encuentro              | Resultado | 1     | 2     | 3     | 4     | 5     | Puntuación Total |
| ------ | ---------------------- | --------- | ----- | ----- | ----- | ----- | ----- | ---------------- |
| 16 Nov | Perú - Cuba            | 1-3       | 15-3  | 4-15  | 7-15  | 8-15  |       | 34-58            |
| 16 Nov | Rusia - China          | 2-3       | 9-15  | 15-7  | 13-15 | 15-11 | 11-15 | 63-63            |
| 16 Nov | Japón - Estados Unidos | 3-1       | 17-15 | 13-15 | 15-8  | 15-13 |       | 60-51            |
| 17 Nov | China - Cuba           | 0-3       | 3-15  | 13-15 | 7-15  |       |       | 23-45            |
| 17 Nov | Estados Unidos - Perú  | 3-2       | 5-15  | 10-15 | 15-12 | 15-7  | 15-9  | 60-55            |
| 17 Nov | Rusia - Japón          | 3-2       | 15-13 | 7-15  | 17-15 | 11-15 | 15-12 | 65-70            |

### Osaka round
| Fecha  | Encuentro              | Resultado | Set   | Set   | Set   | Set   | Set   | Puntuación Total |
| Fecha  | Encuentro              | Resultado | 1     | 2     | 3     | 4     | 5     | Puntuación Total |
| ------ | ---------------------- | --------- | ----- | ----- | ----- | ----- | ----- | ---------------- |
| 19 Nov | Rusia - Cuba           | 1-3       | 15-13 | 4-15  | 7-15  | 6-15  |       | 32-58            |
| 19 Nov | China - Estados Unidos | 3-1       | 15-7  | 15-6  | 9-15  | 15-6  |       | 54-34            |
| 19 Nov | Japón - Perú           | 3-1       | 8-15  | 15-6  | 15-13 | 15-1  |       | 53-35            |
| 20 Nov | Cuba - Estados Unidos  | 3-2       | 13-15 | 15-6  | 15-17 | 15-10 | 15-10 | 74-58            |
| 20 Nov | Perú - Rusia           | 2-3       | 4-15  | 15-11 | 15-13 | 14-16 | 17-19 | 65-74            |
| 20 Nov | Japón - China          | 1-3       | 14-16 | 17-15 | 8-15  | 3-15  |       | 42-61            |
| 21 Nov | Estados Unidos - Rusia | 1-3       | 15-11 | 12-15 | 4-15  | 3-15  |       | 34-56            |
| 21 Nov | Perú - China           | 0-3       | 11-15 | 6-15  | 11-15 |       |       | 28-45            |
| 21 Nov | Cuba - Japón           | 3-0       | 15-9  | 15-11 | 15-8  |       |       | 45-28            |

## Posición Final
| Pos | Equipo         |
| --- | -------------- |
| 1   | Cuba           |
| 2   | China          |
| 3   | Rusia          |
| 4   | Japón          |
| 5   | Estados Unidos |
| 6   | Perú           |

- Datos: Q5884293